# Мари-Аделаид Бурбон-Френска
Мари-Аделаид Бурбон-Френска (на фр. Marie Adélaïde de France) е дъщеря на Луи XV и Мария Лежинска. Прекарва детството си във Версайския дворец със сестра си Ан Анриет докато останалите им сестри са изпратени като пансионерки в абатството Фонтвро. Баща ѝ, който много я обичал, я наричал на шега „Мадам Парцал“ поради това, че тя с удоволствие вършела всякаква домашна работа. Надарена с енергичен и жив характер, тя се налага като лидер сред сестрите си. Опитите ѝ обаче да се противопостави на връзката на баща си с Мадам дьо Помпадур претърпяват неуспех.
Смъртта на Ан Анриет през 1752 г., последвана от тази на дофина Луи през 1765 г. били тежък удар за нея и подобно на сестрите си тя намира утеха в музиката.
След събитията от 6 октомври 1789 г., когато избухва Френската революция, Мари-Аделаид и сестра ѝ Виктоар трябвало да напуснат Версай – двете принцеси се настаняват първоначално в замъка Белвю. Няколко години по-късно приетите закони против Църквата ги подтикват да напуснат окончателно Франция и на 20 февруари 1791 г. те заминават за Италия. Тъй като отпътуването им предизвикало доста вълнения, те били задържани за няколко дни в Арне-льо-Дюк, но все пак успяват да пристигнат в Рим на 16 април 1791 г.
Вземането на властта от Наполеон Бонапарт обаче ги принуждава да избягат още по-далеч – отначало в Неапол (1796), след това на Корфу (1799) и накрая в Триест, където Мари-Аделаид умира през 1800 г., по-малко от година след сестра си Виктоар.
- Портрет на Мари-Аделаид от Жан-Марк Натие
- Мари-Аделаид